# Vaida Žūsinaitė-Nekriošienė
Vaida Žūsinaitė-Nekriošienė (* 13. Januar 1988 in Alytus, Litauische SSR, UdSSR) ist eine litauische Leichtathletin, die sich auf den Langstreckenlauf spezialisiert hat, aber auch im Hindernislauf an den Start geht.

## Sportliche Laufbahn
Erste internationale Erfahrungen sammelte Vaida Žūsinaitė-Nekriošienė im Jahr 2007, als sie bei den Junioreneuropameisterschaften in Hengelo im 5000-Meter-Lauf in 16:49,54 min den achten Platz belegte und über 3000 Meter in 9:39,29 min Rang elf erreichte. 2009 belegte sie bei den U23-Europameisterschaften in Kaunas in 16:35,24 min den zehnten Platz über 5000 Meter und wurde im 10.000-Meter-Lauf in 35:49,48 min Neunte. 2011 nahm sie erstmals an der Sommer-Universiade in Shenzhen teil und erreichte dort in 16:53,15 min und 36:35,30 min die Plätze elf und neun. 2012 qualifizierte sie sich im Hindernislauf für die Europameisterschaften in Helsinki, schied dort aber mit 9:58,37 min im Vorlauf aus. Im Jahr darauf belegte sie bei den Studentenweltspielen in Kasan in 10:04,37 min den sechsten Platz im Hindernislauf und 2016 nahm sie im Marathonlauf an den Olympischen Spielen in Rio de Janeiro teil und erreichte dort nach 2:35:53 h Rang 38.
2017 erreichte sie bei den Weltmeisterschaften in London nach 2:41:44 h Rang 44 und im Jahr darauf wurde sie bei den Leichtathletik-Europameisterschaften 2018 in Berlin nach 2:50:49 h 49. Bei den Crosslauf-Europameisterschaften 2021 in Dublin wurde sie nach 30:47 min 66. im Einzelbewerb und bei den Straßenlauf-Weltmeisterschaften 2023 in Riga landete sie nach 1:15:35 h auf dem 47. Platz im Halbmarathon. Bei den erstmals ausgetragenen Straßenlauf-Europameisterschaften 2025 in Löwen erreichte sie nach 1:16:38 h Rang 30 im Halbmarathon.
In den Jahren von 2006 bis 2009, 2012, 2014 und 2020 wurde Žūsinaitė-Nekriošienė litauische Meisterin im 5000-Meter-Lauf sowie 2006 im Hindernislauf und 2020, 2022 und 2023 über 10.000 Meter. In der Halle siegte sie 2012 und 2015 im 3000-Meter-Lauf und 2015 auch über 1500 Meter.

## Persönliche Bestzeiten
- 1500 Meter: 4:20,33 min, 9. Juni 2012 in Valmiera
  - 1500 Meter (Halle): 4:29,78 min, 26. Januar 2013 in Vilnius
- 3000 Meter: 9:16,94 min, 28. Juli 2012 in Uppsala
  - 3000 Meter (Halle): 9:34,68 min, 21. Februar 2015 in Klaipėda
- 5000 Meter: 16:09,13 min, 26. Mai 2012 in Brest
- 10.000 Meter: 34:40,86 min, 7. August 2020 in Palanga
- Halbmarathon: 1:15:35 h, 1. Oktober 2023 in Riga
- Marathon: 2:32:50 h, 10. April 2016 in Hannover
- 3000 m Hindernis: 9:54,35 min, 6. Juli 2012 in Hrodna